# Jaccob Slavin
Jaccob Scott Slavin (* 1. Mai 1994 in Denver, Colorado) ist ein US-amerikanischer Eishockeyspieler, der seit Juli 2015 bei den Carolina Hurricanes in der National Hockey League unter Vertrag steht. Bereits zweimal wurde der Verteidiger mit der Lady Byng Memorial Trophy für sportliche Fairness geehrt.

## Karriere

### Jugend
Jaccob Slavin kam in Denver zur Welt und wuchs in Erie auf, wo er nach anderen Quellen auch geboren wurde. In seiner Jugend spielte er in seiner Heimat für die Colorado Thunderbirds in der regionalen Junioren-Liga, bevor er in der Saison 2010/11 zu den Chicago Steel in die United States Hockey League (USHL) wechselte, die höchste Nachwuchsspielklasse der Vereinigten Staaten. Im Sommer 2011 vertrat er sein Heimatland erstmals auf internationalem Niveau, als er mit dem Team beim Ivan Hlinka Memorial Tournament 2011 den fünften Platz belegte. In seiner zweiten Saison bei den Steel kam der Abwehrspieler auf 30 Scorerpunkte in 60 Spielen und wurde anschließend im NHL Entry Draft 2012 an 120. Position von den Carolina Hurricanes ausgewählt. Slavin verbrachte eine weitere Spielzeit in Chicago, ehe er im Herbst 2013 in seine Heimat zurückkehrte und sich am Colorado College einschrieb. Dort war der Verteidiger fortan für die Colorado College Tigers in der National Collegiate Hockey Conference (NCHC) aktiv, einer Hochschul-Liga im Spielbetrieb der National Collegiate Athletic Association. Als Freshman kam Slavin auf 25 Punkte in 32 Spielen und wurde in der Folge als Rookie des Jahres der NCHC ausgezeichnet sowie in deren All-Rookie Team und Second All-Star Team gewählt. Außerdem nahm er über den Jahreswechsel mit der U20-Nationalmannschaft an der U20-Weltmeisterschaft 2014 teil und belegte dort ebenfalls den fünften Rang. Nach einem weiteren Jahr in Colorado, nach dem er ins NCHC First All-Star Team berufen wurde, unterzeichnete Slavin bei den Carolina Hurricanes einen Einstiegsvertrag.

### NHL
Die Hurricanes setzten den Abwehrspieler zu Beginn der Saison 2015/16 bei ihrem Farmteam, den Charlotte Checkers, in der American Hockey League (AHL) ein, beriefen ihn allerdings bereits nach 14 absolvierten Spielen in ihr NHL-Aufgebot. Dort debütierte Slavin in der Folge in der National Hockey League (NHL) und etablierte sich im Kader der Hurricanes, wo er seitdem regelmäßig zum Einsatz kommt. Im Juli 2017 unterzeichnete Slavin einen neuen Vertrag bei den Hurricanes, der ihm in den kommenden sieben Spielzeiten ein durchschnittliches Jahresgehalt von 5,3 Millionen US-Dollar einbringen soll. Zur Saison 2019/20 übernahm er das Amt des Assistenzkapitäns in Carolina, bevor er am Ende der Spielzeit 2020/21 mit der Lady Byng Memorial Trophy für sportliche Fairness ausgezeichnet wurde. Er hatte in 52 Partien nur zwei Strafminuten erhalten und wurde somit zum erst vierten geehrten Verteidiger in der fast 100-jährigen Historie der Trophäe. Diese Auszeichnung wurde ihm am Ende der Saison 2023/24 erneut zuteil, sodass er zum zweiten Abwehrspieler nach Red Kelly wurde, der die Trophäe mehrfach gewinnen konnte.
Im Juli 2024 unterzeichnete Slavin einen neuen Achtjahresvertrag in Carolina, der ihm mit Beginn der Saison 2025/26 ein durchschnittliches Jahresgehalt von ca. 6,5 Millionen US-Dollar einbringen soll.

## Erfolge und Auszeichnungen
| - 2014 NCHC Rookie des Jahres - 2014 NCHC All-Rookie Team - 2014 NCHC Second All-Star Team - 2015 NCHC First All-Star Team | - 2020 Teilnahme am NHL All-Star Game - 2021 Lady Byng Memorial Trophy - 2024 Lady Byng Memorial Trophy |

## Karrierestatistik
Stand: Ende der Saison 2024/25

### International
Vertrat die USA bei:
- Ivan Hlinka Memorial Tournament 2011
- U20-Weltmeisterschaft 2014
- 4 Nations Face-Off 2025

(Legende zur Spielerstatistik: Sp oder GP = absolvierte Spiele; T oder G = erzielte Tore; V oder A = erzielte Assists; Pkt oder Pts = erzielte Scorerpunkte; SM oder PIM = erhaltene Strafminuten; +/− = Plus/Minus-Bilanz; PP = erzielte Überzahltore; SH = erzielte Unterzahltore; GW = erzielte Siegtore; 1 Play-downs/Relegation; Kursiv: Statistik nicht vollständig)

## Persönliches
Slavin ist seit Sommer 2015 verheiratet. Sein Bruder Josiah spielt (Rockford IceHogs; Saison 2020/21) und seine Schwester Jordan spielte (University of North Dakota) ebenfalls Eishockey.